# Loveless
Loveless är det andra studioalbumet av den irländska rockgruppen My Bloody Valentine, utgivet i november 1991 på skivbolaget Creation Records. Albumet producerades av bandmedlemmarna Kevin Shields och Colm Ó Cíosóig och kom att bli en milstolpe inom musikstilen shoegazing. Skivomslaget är helt i rosa nyans (färgen kan variera på vissa utgåvor) och pryds av en Fender Jazzmaster-gitarr. Bilden är otydlig och insvept, precis som musiken.
Albumet har toppbetyg av webbplatsen Allmusic och har kommit att influera en mängd olika grupper som bland andra The Cure, The Smashing Pumpkins, Radiohead och Nine Inch Nails.
Det har ryktats om att inspelningen av albumet kostade 250,000 brittiska pund, vilket gjorde att Creation Records var nära att gå i konkurs. "Only Shallow" var öppningslåt till Henrik Schyfferts enmansföreställning The 90's - ett försvarstal.

## Låtlista
1. "Only Shallow" (Bilinda Butcher, Kevin Shields) – 4:17
2. "Loomer"  (Butcher, Shields) – 2:38
3. "Touched" (Colm O'Ciosoig) – 0:56
4. "To Here Knows When" (Butcher, Shields) – 5:31
5. "When You Sleep" (Shields) – 4:11
6. "I Only Said" (Shields) – 5:34
7. "Come in Alone" (Shields) – 3:58
8. "Sometimes" (Shields) – 5:19
9. "Blown a Wish" (Butcher, Shields) – 3:36
10. "What You Want" (Shields) – 5:33
11. "Soon" (Shields) – 6:58

## Banduppsättning
- Kevin Shields – sång, gitarr
- Bilinda Butcher – sång, gitarr
- Debbie Googe – bas
- Colm Ó Cíosóig – trummor